# Charles-Marie Condé
Charles-Marie Condé est un général d'armée français, né le 25 février 1876 à Saint-Omer (Pas-de-Calais) et décédé le 13 octobre 1945.
Il a été le chef de la 3e armée française lors de la bataille de France en 1940.

## Biographie
Ancien élève de l'École polytechnique (promotion 1896). Il fait la première guerre mondiale au 44e régiment d’artillerie, puis à l’état-major de la 4e armée. Commandant en 1916 il est attaché à l'état-major du général Maistre.  Colonel en 1924,  il est nommé commandant du Centre d’Études Tactiques d’Artillerie de Metz en 1928.  
Le 2 juin 1928, Charles-Marie Condé devient général de brigade. Du 20 mai 1928 au 16 septembre 1931, il est commandant du centre d'étude d'artillerie tactique de Metz. Le 1er novembre 1931, il devient général de division. Du 16 septembre 1931 au 6 mai 1932, il est commandant d'artillerie de la 7e région. Du 6 mai 1932 au 6 mars 1935, il est commandant de la 1re Division d'Infanterie. Le 6 mars 1935, il devient général de corps d'armée. Du 6 mars 1935 au 1er août 1936, il est commandant de la 20e région militaire. Le 17 novembre 1936, il est nommé général d'armée. Du 17 novembre 1936 au 2 septembre 1939, il est membre du Conseil supérieur de la guerre.
Du 1er aout 1936 au 2 septembre 1939, il exerce les fonctions d’inspecteur général de l’Artillerie. À ce titre, il s’efforce en particulier d’obtenir la création d’une Aviation d’Artillerie, indépendante de l’Armée de l’Air, qui aurait été précurseur de l’ALAT. Malgré une décision de principe du Ministère de la Défense Nationale et de la Guerre le 1er février 1939, cette création ne pourra intervenir avant la guerre.
Durant la Seconde Guerre mondiale, du 2 septembre 1939 au 20 juin 1940, il commande la 3e armée française.
Du 20 juin 1940 au 11 mai 1945, il est en captivité.
Il est nommé Grand officier de la légion d'honneur le 31 décembre 1939.